# Cemboing
Cemboing é uma comuna francesa na região administrativa de Borgonha-Franco-Condado, no departamento de Alto Sona. Estende-se por uma área de 10,51 km². Em 2010 a comuna tinha 182 habitantes (densidade: 17,3 hab./km²).